# Dactylorhiza dufftiana
Dactylorhiza dufftiana là một loài thực vật có hoa trong họ Lan. Loài này được (M.Schulze) Soó mô tả khoa học đầu tiên năm 1962.